# Водеван
Водева́н (фр. и окс. Vaudevant) — коммуна во Франции, находится в регионе Рона — Альпы. Департамент коммуны — Ардеш. Входит в состав кантона Сен-Фелисьен. Округ коммуны — Турнон-сюр-Рон.
Код INSEE коммуны — 07335.
Первое упоминание Водевана датируется XIII веком.

## Население
Население коммуны на 2008 год составляло 211 человек.
| 1962 | 1968 | 1975 | 1982 | 1990 | 1999 | 2008 |
| ---- | ---- | ---- | ---- | ---- | ---- | ---- |
| 318  | 254  | 202  | 198  | 216  | 197  | 211  |

## Экономика

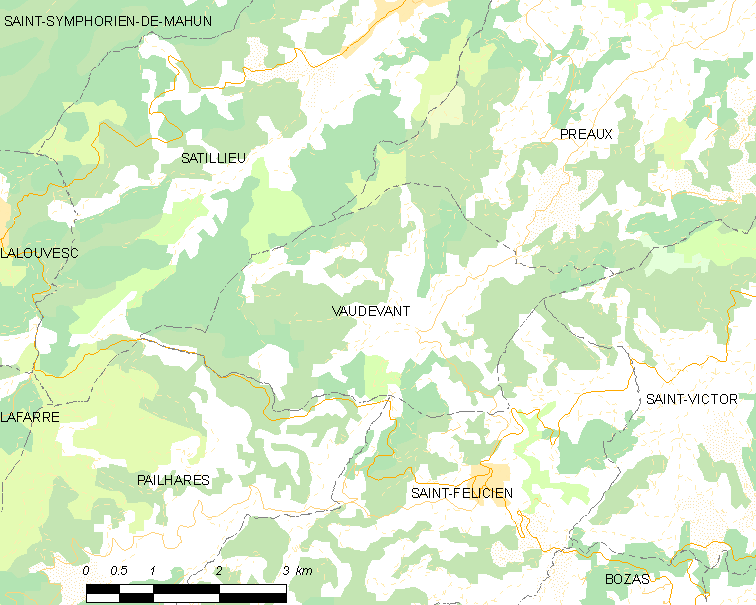
Карта коммуны

В 2007 году среди 139 человек в трудоспособном возрасте (15—64 лет) 102 были экономически активными, 37 — неактивными (показатель активности — 73,4 %, в 1999 году было 67,6 %). Из 102 активных работали 87 человек (48 мужчин и 39 женщин), безработных было 15 (7 мужчин и 8 женщин). Среди 37 неактивных 8 человек были учениками или студентами, 16 — пенсионерами, 13 были неактивными по другим причинам.